# Северна водна змия
Северните водни змии (Nerodia sipedon) са вид влечуги от семейство Смокообразни (Colubridae).
Разпространени са в източната част на Северна Америка.
Таксонът е описан за пръв път от шведския ботаник и зоолог Карл Линей през 1758 година.

## Подвидове
- Nerodia sipedon insularum
- Nerodia sipedon pleuralis
- Nerodia sipedon sipedon